# Ves Touškov
Ves Touškov är en ort i Tjeckien.   Den ligger i regionen Plzeň, i den västra delen av landet, 100 km sydväst om huvudstaden Prag. Ves Touškov ligger 386 meter över havet och antalet invånare är 318.
Terrängen runt Ves Touškov är huvudsakligen platt, men norrut är den kuperad. Terrängen runt Ves Touškov sluttar österut. Runt Ves Touškov är det ganska tätbefolkat, med 96 invånare per kvadratkilometer. Närmaste större samhälle är Stod, 4,1 km sydost om Ves Touškov. Trakten runt Ves Touškov består till största delen av jordbruksmark.